# ベル・デルフィン
ベル・デルフィン（Belle Delphine）としてインターネット上で知られているメアリー＝ベル・キルシュナー（Mary-Belle Kirschner、1999年10月23日 - ）は、南アフリカ共和国出身のイギリスのインターネットセレブリティ、ポルノ女優、モデル、YouTuber。